# Амфитеатр в Сенте
Амфитеатр в Сенте (фр. Amphithéâtre de Saintes) — галло-романский амфитеатр в городе Сент (Франция), построенный в 1-й половине I века. В 1840 году был включён в первый реестр исторических памятников Франции. В настоящее время функционирует как музей.

## История

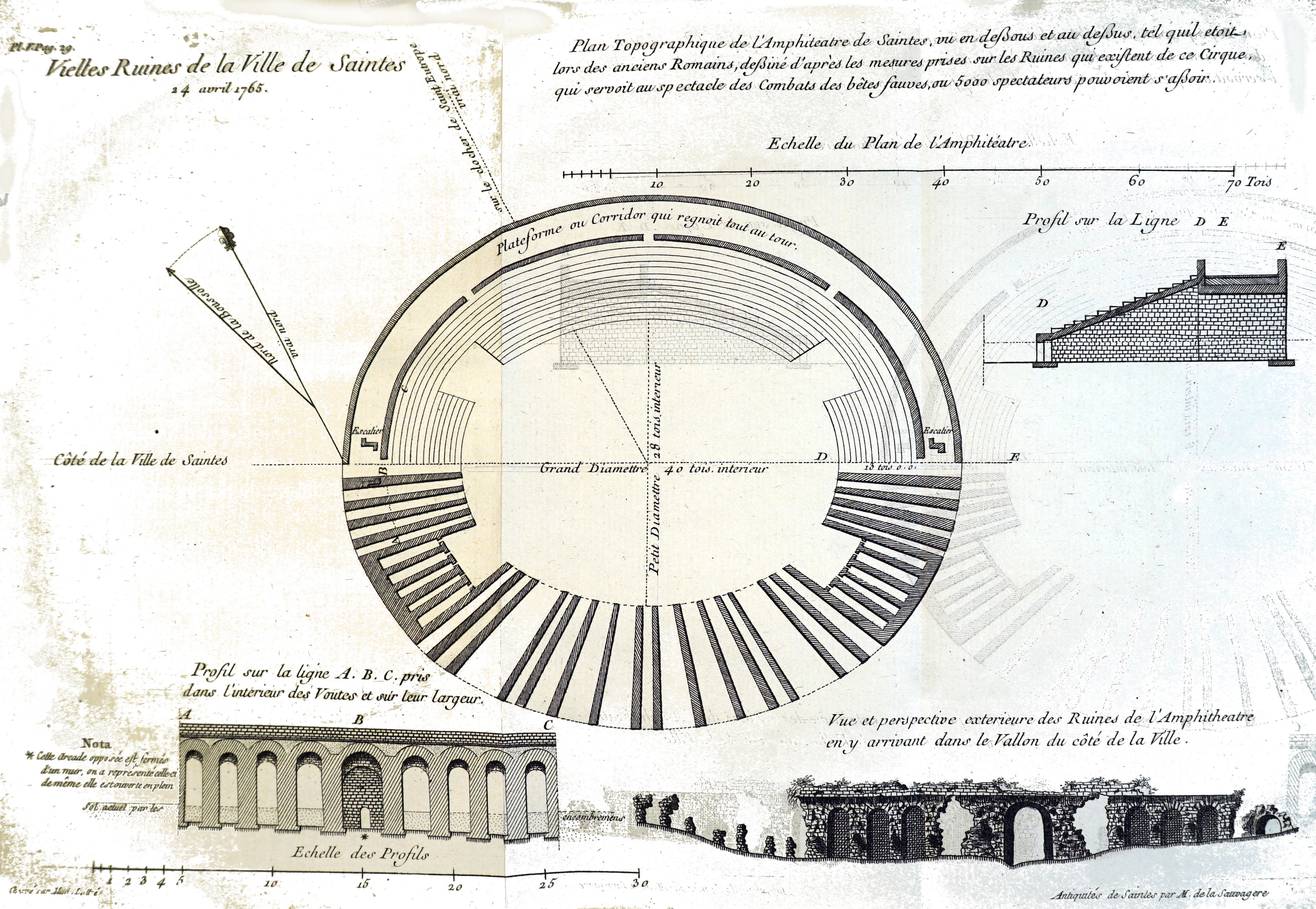
План амфитеатра, гравюра 1770 года

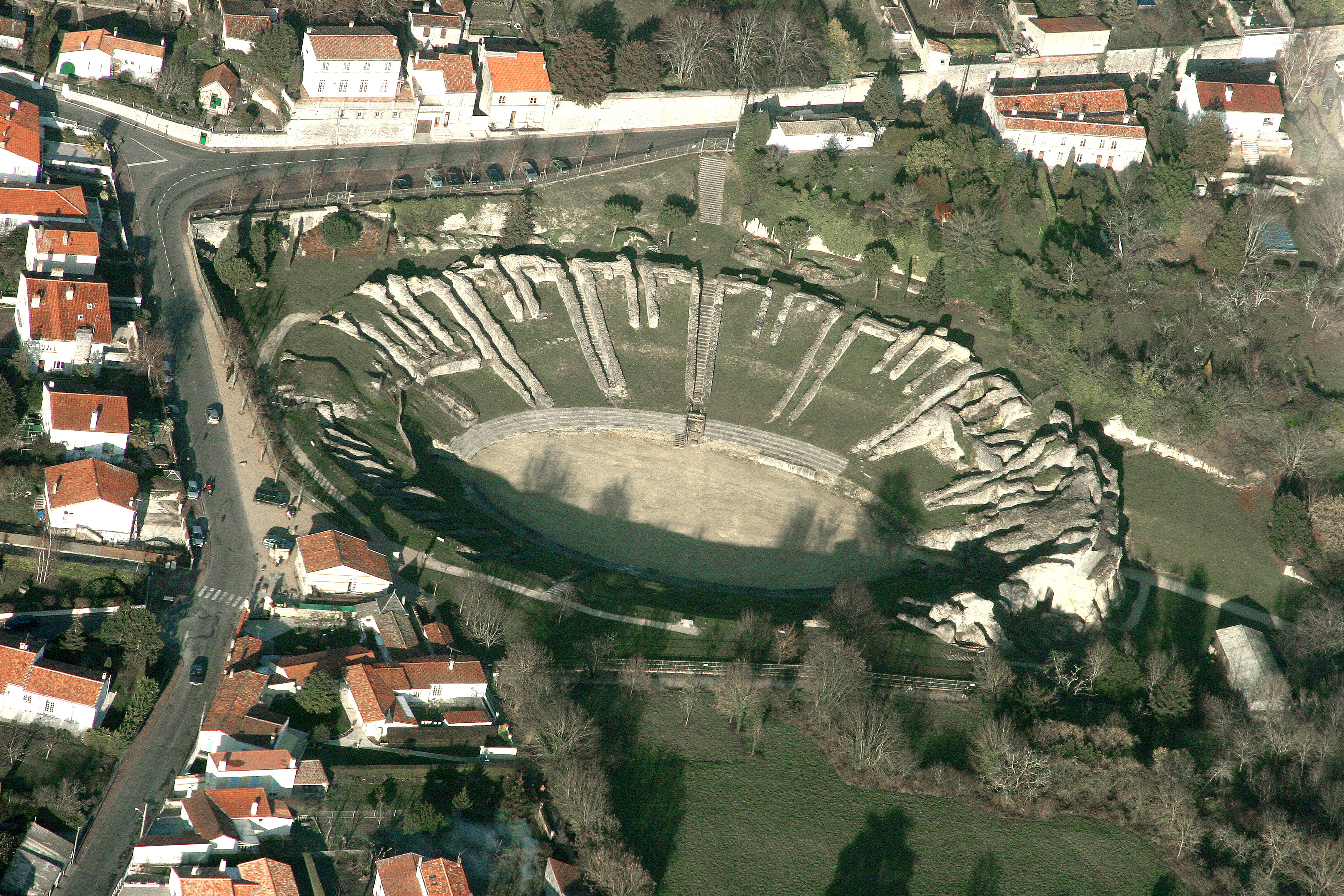
Вид на сооружение с высоты птичьего полёта

Строительство театра в городе Медиоланум Сантонум (Mediolanum Santonum), тогдашней столице римской провинции Аквитании, началось при императоре Тиберии (42 год до н. э. — 37 год н. э.) и закончилось около 40 года в правление императора Клавдия (10 год до н. э. — 54 год н. э.).
В Средние века сооружение использовалось в качестве карьера для добычи камня.
В 1840 году амфитеатр Сента был включён в первый реестр исторических памятников Франции, став, таким образом, одним из зданий, что впервые в истории были защищены официально.
В XX веке его руины были расчищены и затем подверглись реставрации. До нашего времени дошли лишь арена, фундаменты и небольшие фрагменты надстроек. Несмотря на утрату большей части стен, амфитеатр Сента является одним из наиболее полным по сохранности в Бельгии и Франции. Его руины до сих пор позволяют почувствовать масштаб сооружения.
Арена амфитеатра неоднократно затапливалась во время наводнений, вызванных выходом Шаранты из берегов.
В XX веке сооружение начало использоваться для оперных постановок. Каждый август здесь проходит театральный фестиваль Sites en scène.

## Описание
Амфитеатр размером 126 × 102 м вмещал в себя от 12 до 15 тысяч зрителей. Размеры арены составляют 66,5 м в длину на 39 м в ширину; она окружена стеной из каменных блоков высотой в 2 м.
Сооружение имеет характерную особенность: кавея (пояс ступенчатых секций со зрительскими местами) с восточной стороны покоится на боковых стенах арены, а с западной — на насыпи; боковые стены с этой стороны срыты и нижний ряд ступеней лежит прямо на арене. Кавея имела около тридцати ярусов в высоту; наличие около сотни проходов давало лёгкий доступ ко всем зрительным местам.
В амфитеатр ведут два больших входа, с востока и с запада. Проход, предназначавшийся для парадных кортежей и выхода гладиаторов-победителей, был прозван «Врата живых» (Porta Sanavivaria). Другой проход, ныне заваленный, через который проносили тела погибших и туши убитых животных, назывался «Вратами мёртвых» (Porta Libitinensis), в честь богини погребения Либитины.
На южной стороне в середине яруса ступеней имеется небольшой источник под названием «фонтан Сант-Эстель». По легенде, жительница Сента Святая Эстель была дочерью римского наместника, обращённого в христианство св. Евтропием, первым епископом Сента.